# Cristina di Lagopesole
Cristina di Lagopesole (Calitri, 18 aprile 1942) è una poetessa, scrittrice, religiosa italiana.

## Biografia
Cristina Rosati, nota come Cristina di Lagopesole o Madre Cristina di Gesù Crocifisso, è una suora carmelitana laureata in Pedagogia con indirizzo filosofico. Poetessa del sacro innografo, omileta, scrittrice di filotee, esegeta ed ermeneuta delle Sacre Scritture, saggista, conduce studi biblici, patristici, teologici, innografici ed iconografici.
Vive nell'eremo di Castel Lagopesole (frazione di Avigliano) in provincia di Potenza, luogo elettivo da cui ha tratto il nome distintivo e presso il quale ha elevato una chiesa, consacrata e dedicata al Divin Crocifisso il 14 settembre 2001.
Il 13 dicembre 2005, per mano di Sua Eccellenza Reverendissima Monsignor Agostino Superbo, Arcivescovo metropolita di Potenza - Muro Lucano - Marsico Nuovo, si è consacrata.
Dal 1983 ha pubblicato oltre cinquanta libri tra filotee, omelie, poesie e saggi.
Conferisce in convegni e università, pronuncia omelie e inni sacri nelle chiese; promuove incontri ecumenici, esercita il ministero della predicazione.
Collabora con le Università di Monaco, Helsinki, Cattolica d'Avila in Spagna ed italiane anche pontificie. Opera in ambito religioso, con seminari pontifici e cenacoli letterari.
Direttore della redazione lucana della Casa Editrice Lacaita di Manduria (1985-2000); membro del “Centro Annali per uno studio sociale della Basilicata” di Rionero in Vulture in provincia di Potenza (1981-1986); direttore del “Centro Studi Giustino Fortunato” di Rionero in Vulture in provincia di Potenza (1991-1999); socio onorario della Fondazione Federico II Hòhenstàufen di Jesi.
Le sue opere vengono musicate (utilizzando svariate forme musicali, da quelle arcaiche e gregoriane sino a quelle classiche) e tradotte in arabo, francese, grecanico, greco (liturgico e moderno), inglese, latino (liturgico e classico), polacco, spagnolo e tedesco.
Ha ricevuto numerosi premi, tra cui sei nazionali sulla Pace, ed è presente in diverse antologie.

## Opere

### Filotee
- Movimenti dell'anima: Libro d'Ore (Lacaita editore, Manduria, 1993)
- Il libro del pellegrino. Cantica Graduum (Laicata Editore, Manduria 1999)
- Ad Crucem (Laicata Editore, Manduria 2001)
- Flos sanctorum - Perenegratio per annum (Lacaita Editore, Manduria 2005)
- Nel Giardino. Inni in onore della beata Maria Candida dell'Eucaristia e dei Santi del Carmelo (Città Ideale, Prato 2006)
- De Eucharistia (Città Ideale, Prato 2009)
- Ad limina Coelorum (Edizioni Feeria, Comunità di San Leolino 2012)

### Omelie
- Omelia sul Cantico dei cantici (Laicata Editore, Manduria 1997)
- Omelia sullo spirito santo (Laicata Editore, Manduria 1998)

### Poesie
- Fissione (Editrice Il Ventaglio, Roma 1984)
- Sinfonia in re (Laicata Editore, Manduria 1990)
- I canti di Lagopesole (Laicata Editore, Manduria 1990)
- Figure (Il Salice Editore, Potenza 1991)
- La notte della stella (Laicata Editore, Manduria 1991)
- Il dono (Laicata Editrice, Manduria 1992)
- Omaggio a Cristina di Lagopesole (Santa Maria ad Nives, Atella 1992)
- Tra due labbra (Laicata Editore, Manduria 1996)
- Corrispondenze evangeliche (Editrice dell'Ereno, Lagopesole 2000)

### Saggi
- La seduzione alimentare in Porco e Asglianico (Basilicata Edizioni, Matera 1983)
- La morte dei morti in Il Potere delle paure (Basilicata Edizioni, Matera 1985)
- Verso quale cultura. Basilicata, Mezzogiorno e modernizzazione (Laicata Editore, Manduria 1988)
- Quel dolce liquore color amaranto in Tradizioni Popolari (Laicata Editore, Manduria 1988)
- L'odore della morte in Morte del discorso e discorso della morte (BMG, Matera 1991)
- Una vita per il socialismo, per la libertà, per la democrazia in Michele Preziuso, l'uomo, il politico, l'educatore (Calice Editori, Rionero in Vulture 2002)

## Riconoscimenti
- 1987 - Finalista Premio Librex Montale[10] e Premio Guido Gozzano[10]
- 1990 - Premio Nazionale di Poesia Città di Penne[11] per "I canti di Lagopesole"
- 1991 - Premio Nazionale Sìlarus[12] terzo premio
- 1997 - Premio Nazionale di Poesia e di Giornalismo "La Fonte Città di Caserta"[10]
- 1999 - Premio Alghero Donna[13][14] per "Il libro del pellegrino. Cantica Graduum"; Premio LericiPea; finalista Premio Città di Bergamo[15]
- 2001 - Premio "La Gorgone d'Oro"[16]
- 2002 - Premio Camaoire per la Poesia[17] sezione Speciale; Premio Nazionale Histonium[18]; Premio Poesia Natale targa "Giovanna Finocchiaro Chimirri"[19] per la poesia “Attesa”; Premio Letterario Città di Arona "Gian Vincenzo Omodei Zorini"[20] secondo premio per "Il libro del pellegrino. Cantico Graduum"; Premio Letterario Internazionale "Feudo di Maida"[21]
- 2004 - Premio Europeo di Arti Letterarie “Via Francigena 2004”[22] per il trofeo religioso con “Il libro del pellegrino. Cantico Graduum”
- 2007 - Festival Internazionale di Poesia di Trieste[23] Premio Anthares “Un poeta per la pace”[24]
- 2009 - Premio Internazionale di poesia San Gerardo Maiella[25] sezione premio Speciale; ”Premio Natale - Città di Tremestieri Etneo[26] sezione Poesia
- 2010 - Premio Nazionale di Poesia "Giulio Stolfi"[27] terzo classificato
- 2011 - Premio Letterario Internazionale “Ida Baruzzi Bertozzi” per il libro "Amen Maria"